# في تي آر
في تي آر غلوبالكوم (بالإنجليزية: VTR Globalcom)‏ هي شركة اتصالات تشيلية. وهي أكبر مزود للتلفزيون الكبلي في البلاد مع 1,008,746 مشترك (حصة سوقية قدرها 35.9٪ في ديسمبر 2014، والتي تشمل المنافسين في مجال التلفاز الفضائي). وهي أيضاً ثاني أكبر مزود لخدمات الإنترنت ذات النطاق العريض الثابت (37.2٪ من حصة السوق) والخدمة الهاتفية الثابتة (20.7٪) خلف شركة تليفونيكا، في ديسمبر 2014. كما أن لديها نسبة ضئيلة (حوالي 0.44٪، اعتباراً من ديسمبر 2014) المشاركة في تجارة الهواتف المحمولة، والتي تهيمن عليها ثلاث شركات أخرى.
وهي مملوكة بالكامل من قبل ليبرتي العالمية؛ حيث كانت شركة «كوربو جروبو ساه» سابقاً تساهم فيها بنسبة 20٪ حتى مارس 2014 عندما حصلت شركة ليبرتي العالمية على 20٪ المتبقية التي لم تمتلكها.
وتمتلك شركة في تي آر أيضاً شركة Bazuca.com، وهي شركة خدمات تأجير الفيديو، إضافة إلى امتلاكها رفقة نظام تيرنر للبث قناة سي إن إن تشيلي، وهي قناة إخبارية على مدار 24 ساعة والتي مقرها في سانتياغو.

## وصلات خارجية
- الموقع الرسمي